# Balavoine(s)
Pour les articles homonymes, voir Balavoine.
Singles
1. Tous les cris les SOS (Zaz)
Sortie : décembre 2015
2. Sauver l'amour (Zaho)
Sortie : 2016

Balavoine(s) est un album français contenant 17 chansons de Daniel Balavoine interprétées par des chanteurs contemporains. Cet album, sorti le 8 janvier 2016 sous le label Capitol, rend hommage à Daniel Balavoine à l'occasion du 30e anniversaire de sa mort.

## Accueil critique
Le site internet Music Story apprécie l'album et attribue 3,5 étoiles sur 5. Toutefois, l'album n'a pas reçu de bonnes critiques. Dans sa critique sur Metronews, Jérôme Vermelin se demande « qui a envie d'écouter Zaho massacrer Sauver l'amour sur un arrangement électro-pop dans lequel se dissout toute sa puissance émotionnelle ? D'entendre Féfé réarranger L'Aziza en mode reggae de kermesse, Joseph Salvat ânonner Pour la femme veuve qui s'éveille dans un franglais gênant ou Shy'm transformer Vivre ou survivre en hymne de salle de sport ? », toutefois il insiste que « tout n'est pas à jeter, loin de là », comme les reprises de Lucie par Christophe et de Soulève-moi par Raphael en autres, ainsi que les réinterprétations de chanteurs moins connus comme Cats on Trees. Dans sa conclusion, il note « qu'en arrivant au bout de ces 17 reprises, on n'a qu'une envie : réécouter les originaux, d'urgence ».
Fabien Randanne de 20 Minutes passe au crible cinq reprises issus de l'album « plus ou moins réussies ». Si pour lui, la version de La Vie ne m'apprend rien par Florent Pagny ne parvient pas à faire oublier la précédente reprise par Liane Foly sorti en 1999, « bien incrustée dans nos mémoires et à laquelle on ne peut s’empêcher de penser », et celle de L'Aziza par Féfé en mode reggae « sonne comme un pseudo-tube de l’été peu inspiré, le rythme ayant tendance à détourner l’attention du texte », les reprises du Chanteur par Emmanuel Moire et de Lucie par Christophe sont saluées, Randanne notant que la version de Lucie, « à peine réorchestrée et la mélodie est inchangée et pourtant, en découvrant le morceau, on a l’impression qu’il sort du répertoire original de Christophe ».

## Liste des pistes
| No  | Titre                               | Interprètes     | Durée |
| --- | ----------------------------------- | --------------- | ----- |
| 1.  | Tous les cris les SOS               | Zaz             | 4:34  |
| 2.  | Sauver l'amour                      | Zaho            | 3:25  |
| 3.  | Un enfant assis attend la pluie     | Nolwenn Leroy   | 5:42  |
| 4.  | Soulève-moi                         | Raphael         | 3:31  |
| 5.  | Only the very best                  | Marina Kaye     | 3:17  |
| 6.  | Si je suis fou                      | Ours            | 3:42  |
| 7.  | Partir avant les miens              | Bessa           | 3:28  |
| 8.  | Pour la femme veuve qui s'éveille   | Josef Salvat    | 4:31  |
| 9.  | Lucie                               | Christophe      | 4:18  |
| 10. | La vie ne m'apprend rien            | Florent Pagny   | 4:45  |
| 11. | Aimer est plus fort que d'être aimé | Cats on Trees   | 3:50  |
| 12. | Vivre ou survivre                   | Shy'm           | 3:52  |
| 13. | Quand on arrive en ville            | Damien Lauretta | 3:52  |
| 14. | Mon fils ma bataille                | Jenifer         | 3:37  |
| 15. | L'Aziza                             | Féfé            | 3:05  |
| 16. | Le Chanteur                         | Emmanuel Moire  | 3:25  |
| 17. | Dieu que l'amour est triste         | Cléo            | 3:58  |
| 18. | Je ne suis pas un héros             | Johnny Hallyday | 4:16  |

## Classements
| Classement (2016)            | Meilleure position |
| ---------------------------- | ------------------ |
| Belgique (Flandre Ultratop)  | 119                |
| Belgique (Wallonie Ultratop) | 2                  |
| France (SNEP)                | 2                  |